# Khalipha Nando

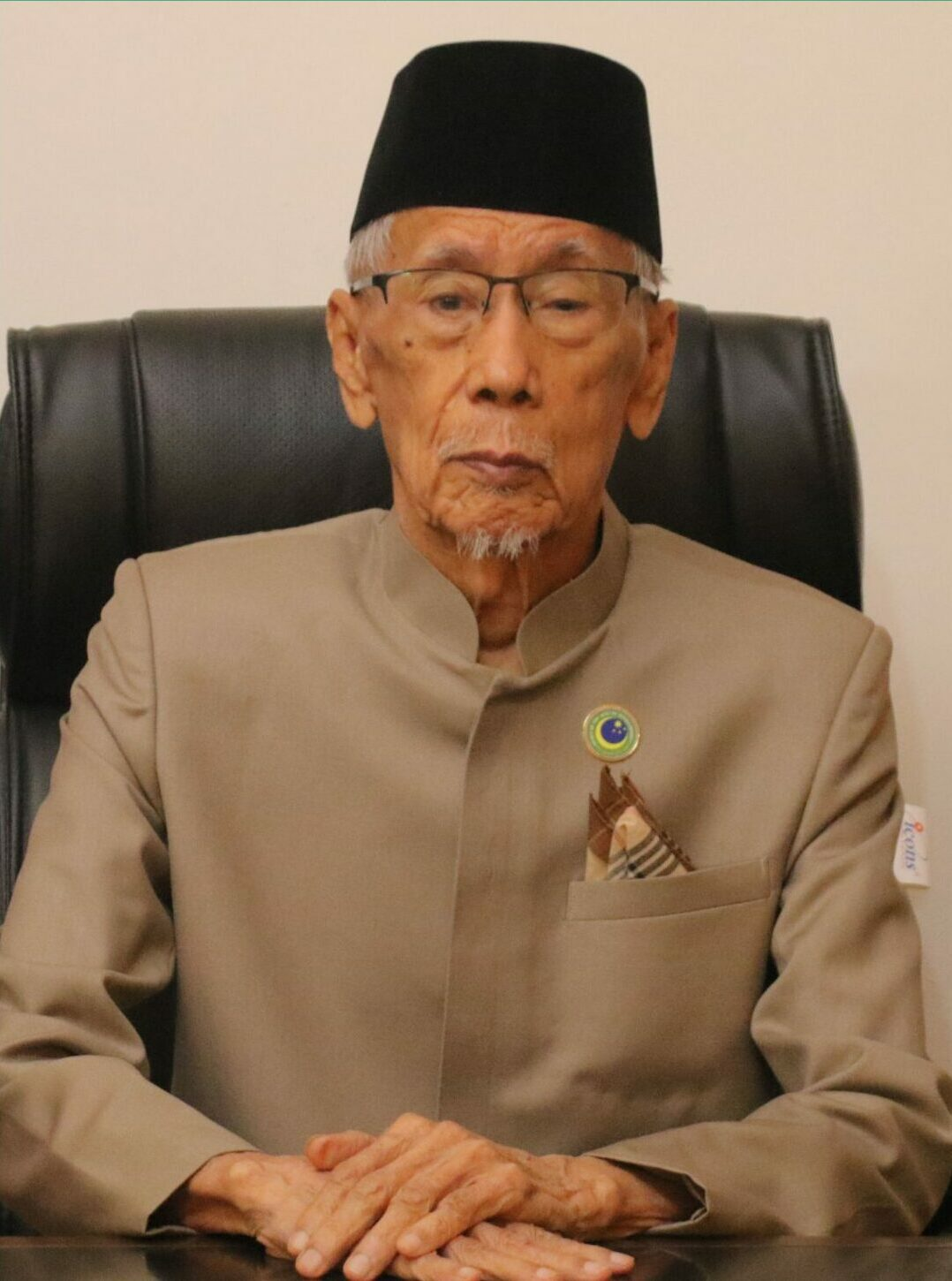
Khalipha Usman Nando

Khalipha Usman Nando (geb. 1941/42; gest. 5. Februar 2023 in Davao), auch bekannt als Sheikh Khalifa, war der erste Wālī von Bangsamoro auf den Philippinen und einer der Mitbegründer der Moro Islamic Liberation Front (MILF). Er gehörte in den 1960er Jahren zu den Pionieren der Bangsamoro-Widerstandsbewegung in Kairo und spielte eine große Rolle als Berater während des Bangsamoro-Friedensprozesses.
Nando besuchte die 1950 gegründete Madrasa Al-Rasheedah in Pandag, die zu jener Zeit zu der Stadtgemeinde Buluan in der Provinz Cotabato gehörte. Dort erhielt er eine Ausbildung in Koran-Rezitation, arabischer Sprache, ʿAqīda, Fiqh usw. bei dem hadramitischen Gelehrten ʿUmar Bādschunaid. Anschließend kam Nando in den Genuss eines Stipendienprogramms, das Ahmad Domocao Alonto und Datu Luminog Mangelen 1955 auf der Bandung-Konferenz mit dem ägyptischen Präsidenten Gamal Abdel Nasser ausgehandelt hatte. Dieses sah vor, dass Absolventen islamischer Lehrinstitute diplomatische Stipendien zum Studium an der Azhar-Universität bekommen sollten. Im Rahmen dieses Programms wurde Nando im August 1959 im Alter von 17 Jahren nach Ägypten entsandt.
An der Azhar lernte Nando den philippinischen Aktivisten Salamat Hashim kennen, der sein Vorgesetzter war, sowie Ibrahim Abdulrahman mit dem Beinamen „Abukhalil Yahya“ and Omar Pasigan, die 1960 in Kairo den Grund für die ersten Moro-Befreiungsorganisationen legten. 1962 gehörte Nando zu den Mitgründern der Philippinischen Studentenvereinigung in Kairo, die mit ihrem Aktivismus Kontakte zu anderen nach Emanzipation strebenden muslimischen Gruppen wie den Palästinenser eröffnete und das Hilfeersuchen bei muslimischen Staaten und Führern erleichterte. Ende der 1970er Jahre gründete Nando zusammen mit Salamat Hashim und einem gewissen Abu Hurayra die Moro Islamic Liberation Front (MILF). Innerhalb der MILF hatte Nando verschiedene Ämter inne. So war er zwei Jahre lang Vorsitzender der Konsultativversammlung Majlis Al-Shura, 16 Jahre Vorsitzender des MILF Zentralkomitees für Erziehung und 14 Jahre Vorsitzender Richter am Obersten MILF-Scharia-Gericht, darüber hinaus ranghohes Mitglied des MILF-Zentralkomitees und des Dschihad-Exekutivrats und Mitglied des Waffenstillstandskomitees der östlichen Cotabato-Region.
Nach der Verabschiedung des Bangsamoro Organic Law, das die Grundlage für die Errichtung der Bangsamoro Autonomous Region in Muslim Mindanao (BARMM) bildete, im Sommer 2018 wurde Nando am 29. März 2019 durch das vorläufige Bangsamoro-Parlament zum ersten Wālī der neu-konstitutierten autonomen Bangsamoro-Region ernannt. Sein Amt hat allerdings lediglich zeremoniellen Charakter. Bei der Wahl war ausschlaggebend, dass er der einzige Überlebende aus dem Kreis der Gründer der Moro-Befreiungsbewegung war. Der Wālī hat nach dem Bangsamoro Organic Law lediglich die Aufgabe eines zeremoniellen Oberhaupts der Bangsamoro-Regierung und erfüllt in dieser Eigenschaft rein repräsentative Funktionen wie die Eröffnung von Parlamentssitzungen, Abnahme von Amtseiden, Auflösung des Parlament auf Empfehlung des Ministerpräsidenten, Begrüßung von ausländischen und inländischen Würdenträgern usw. In dieser Eigenschaft war Nando sehr aktiv und besuchte während seiner Amtszeit verschiedene Bangsamoro-Gemeinschaften auf den Inseln und sogar im nördlichen Luzon. Carlito Galvez Jr., der philippinische Präsidenten-Berater für den Friedensprozess lobte Nando dafür, dass er als Wālī der BARMM „maßgeblich an der Förderung der Kultur des Friedens, des interreligiösen Dialogs und der sozialen Heilung und Versöhnung unter den Menschen in Bangsamoro beteiligt“ gewesen sei.
Nando starb am 5. Februar 2023 mit 81 Jahren in einem Krankenhaus in Davao. Sein Leichnam wurde in sein Haus im Barangay Kayaga bei Buluan überführt und dort begraben.